# Mario Tovar
Mario Tovar González (ur. 15 sierpnia 1933 w Meksyku; zm. 15 grudnia 2011 tamże) – meksykański zapaśnik walczący przeważnie w stylu wolnym. Pięciokrotny olimpijczyk. Zajął dwunaste miejsce w Rzymie 1960 i odpadł w eliminacjach turnieju w Helsinkach 1952, Melbourne 1956, Tokio 1964 i Meksyku 1968. Walczył w kategoriach 62–70 kg.
Srebrny medalista igrzysk panamerykańskich w 1959 i brązowy w 1955 i 1963; szósty w 1967. Czterokrotny złoty medalista igrzysk Ameryki Środkowej i Karaibów w latach 1954 – 1966 roku.

## Letnie Igrzyska Olimpijskie 1952
| Konkurencja            | Walki             | Walki                | Klas. końcowa |
| Konkurencja            | Pierwsza runda    | Druga runda          | Miejsce       |
| ---------------------- | ----------------- | -------------------- | ------------- |
| styl wolny, waga lekka | Jan Cools (BEL) P | Erik Østrand (DEN) P | 17.           |

## Letnie Igrzyska Olimpijskie 1956
| Konkurencja            | Walki                  | Walki                   | Walki               | Walki                    | Klas. końcowa |
| Konkurencja            | Pierwsza runda         | Druga runda             | Trzecia runda       | Czwarta runda            | Miejsce       |
| ---------------------- | ---------------------- | ----------------------- | ------------------- | ------------------------ | ------------- |
| styl wolny, waga lekka | Mateo Tanaquin (PHI) W | Muhammad Ashraf (PAK) W | Tommy Evans (USA) P | Shigeru Kasahara (JPN) P | 8.            |

## Letnie Igrzyska Olimpijskie 1960
| Konkurencja            | Walki                  | Walki                | Walki               | Klas. końcowa |
| Konkurencja            | Pierwsza runda         | Druga runda          | Trzecia runda       | Miejsce       |
| ---------------------- | ---------------------- | -------------------- | ------------------- | ------------- |
| styl wolny, waga lekka | Tony Ries, Jr. (RSA) P | Rafael Durán (VEN) W | Bong Ug-won (KOR) P | 12.           |

## Letnie Igrzyska Olimpijskie 1964
| Konkurencja                   | Walki                 | Walki             | Klas. końcowa |
| Konkurencja                   | Pierwsza runda        | Druga runda       | Miejsce       |
| ----------------------------- | --------------------- | ----------------- | ------------- |
| styl klasyczny, waga piórkowa | Kōji Sakurama (JPN) P | Jef Mewis (BEL) P | 22.           |

| Konkurencja               | Walki              | Walki             | Walki                    | Walki                   | Klas. końcowa |
| Konkurencja               | Pierwsza runda     | Druga runda       | Trzecia runda            | Czwarta runda           | Miejsce       |
| ------------------------- | ------------------ | ----------------- | ------------------------ | ----------------------- | ------------- |
| styl wolny, waga piórkowa | Roy Meehan (NZL) W | Ray Brown (AUS) W | Reiner Schilling (GER) P | Ebrahim Sejfpur (IRI) P | 8.            |

## Letnie Igrzyska Olimpijskie 1968
| Konkurencja                | Walki                       | Walki                   | Klas. końcowa |
| Konkurencja                | Pierwsza runda              | Druga runda             | Miejsce       |
| -------------------------- | --------------------------- | ----------------------- | ------------- |
| styl klasyczny, waga lekka | Petros Galaktopulos (GRE) P | Vítězslav Mácha (CSV) P | 24.           |